# Saue
Saue (in tedesco Sauß) era un comune urbano dell'Estonia settentrionale, nella contea di Harjumaa a 18 km ad ovest della capitale, Tallinn. Dal 2017 fa parte del comune rurale di Saue.